# Вудрофф, Джон
Джон Джордж Ву́дрофф (англ. John George Woodroffe, 1865—1936; также известен под псевдонимом Артур Авалон, англ. Arthur Avalon), сэр — британский востоковед, чьи работы пробудили на Западе широкий интерес к индийской религиозной философии и практикам тантризма и шактизма.

## Биография
Сэр Джон Джордж Вудрофф родился в Калькутте 15 декабря 1865 года и был старшим сыном Джеймса Тисдалла Вудроффа и его жены Флоренс, дочери Джеймса Хьюма. Отец, Джеймс Тисдалл Вудрофф — рыцарь ордена Св. Георгия, генеральный адвокат (англ. Advocate General) Бенгалии, иногда входил в состав правительства Индии.
С начала 1870-х годов Вудрофф с младшим братом Фрэнсисом жили в Англии, где с ними занимались частные учителя. В 1879—1884 учился в Woburn Park School близ Вейбриджа, Суррей и затем в University College в Оксфорде, где получил II-й класс по юриспруденции и степень бакалавра гражданского права (англ. BCL). В 1890 году был назначен в качестве защитника в Высший Суд Калькутты. Был членом Калькуттского университета. В 1902 году был назначен Постоянным советником правительства Индии. В 1904 году был возведён в члены Высшего Суда Индии, который и возглавил в 1915 году. Также в 1915 году получил посвящение в рыцари Св. Георгия. В 1923 году вышел на пенсию и вернулся в Великобританию, где преподавал индийское право в Оксфордском университете до 1930 года. Умер 18 января 1936 года.

## Исследования тантры

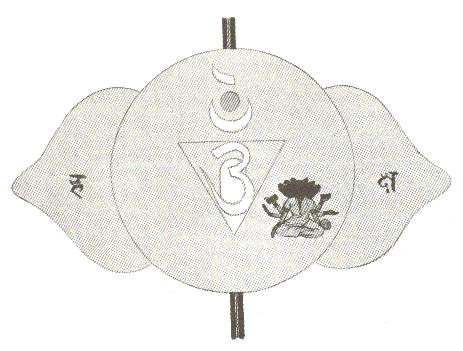
Символическое изображение Аджна-чакры из книги «Змеиная Сила», 1918

Параллельно со своей основной работой в области юриспруденции сэр Джон Джордж Вудрофф, практически с момента своего прибытия в Индию в 1890 году, начал активно изучать санскрит и индийскую философию и особо заинтересовался философией индуистского тантризма и шактизма. Он перевёл с санскрита и опубликовал (под псевдонимом Артур Авалон) на английском языке в серии «Тантрические тексты» около 20-ти тантрических трактатов. Он также прочёл значительное количество лекций и опубликовал большое число статей по йоге и тантре. Фактически, можно сказать, что Вудрофф был первым из европейцев, кто познакомил Западную Европу с Тантрой как с серьёзным учением — в то время репутация тантры в самой Индии и на Западе была далеко не однозначной. Это учение воспринималось как сочетание моральной распущенности и вредоносной магии, а не как сложная и интенсивная практика самосовершенствования. Т. М. П. Махадеван в предисловии к «Гирлянде букв» писал:

Проведя редактирование оригинальных санскритских текстов и опубликовав значительное количество статей о различных аспектах шактизма, он показал, что эта религия и вероисповедание имеет глубокую философию и что в ней нет ничего иррационального или обскурантистского.
Урбан в своей книге «Tantra: sex, secrecy politics, and power in the study of religions» определяет Вудроффа апологета тантры перед лицом чопорного общества:

Сохраняя основной профиль своей деятельности судьи и учёного британского индийского законодательства, Вудрофф был частным исследователем тантры, опубликовавшим огромное количество текстов и переводов и был, таким образом, пионером современного академического изучения классической тантрической традиции на Западе.

Российский индолог С. В. Лобанов в предисловии к русскому изданию «Введения в Маханирвана-тантру» отмечал, что Вудрофф «был первым, кто познакомил западный мир с важнейшими первоисточниками тантрического мистицизма, опубликовав некоторые из них, в том числе и в собственном переводе». Лобанов утверждает, что до Вудроффа «тайные писания тантриков, приверженцев шактистских культов Индии, не были доступны не только людям Запада, но даже большинству ортодоксальных индусов. … Вудрофф проявил к тантре неподдельный интерес и погрузился в её изучение вместе с несколькими помощниками. Вместе с ними он разыскивал уникальные манускрипты, встречался с носителями традиции, сумел преодолеть отчуждение и закрытость большинства из них, ознакомился с учениями и практикой тантрических школ Бенгалии».

### Переводы с санскрита
Джон Вудрофф перевёл довольно большое количество тантрической литературы. Все его переводы вышли в серии «Tantric Text» (книги издавались с 1912 по 1940 годы) — за исключением сборника «Гимны Богине»: первой книги, которую издал Вудрофф.
| • Серия «Tantric Text» | • | Гимны Богине |
| --- | - | --- |
| 1. Адвайта-бхавана-упанишада 2. Биджа-нигханту 3. Каливилаша-тантра 4. Камакалавилаша-тантра 5. Каулавалинирнайя-тантра 6. Куларнава-тантра 7. Кулачудамани-нигама 8. Маханирвана-тантра 9. Падука-панчака 10. Прапанчасара-тантра 11. Тантрабхиджана 12. Тантра-раджа-тантра 13. Тарабхактисуддхарнава 14. Тара-упанишада 15. Шарада-тилака 16. Шат-чакра-нирупана 17. Шри-чакра-самбхара |   | 1. Адьякалисварупа-стотра (Маханирвана-тантра) 2. Амбика-стотра (Чанди-махатмья) 3. Анадалахари (Шанкара) 4. Аннапурна-стотра (Тантра-сара) 5. Аннапурна-стотра (Шанкара) 6. Арья-стотра (Харивамша) 7. Бхайрави-стотра (Тантра-сара) 8. Бхуванешвари-стотра (Тантра-сара) 9. Ганга-аштака(Шанкара) 10. Ганга-стотра (Вальмики) 11. Ганга-стотра (Шанкара) 12. Деви-апарада-кшамапана-стотра (Шанкара) 13. Деви-стотра (Девибхагавата-пурана) 14. Деви-стотра (Маханирвана-тантра) 15. Деви-стотра (Шанкара) 16. Джагадамбика-стотра (Девибхагавата-пурана) 17. Дурга-стотра (Махабхарата) 18. Дурга-стотра (Махабхарата, Вирата-парва) 19. Дурга-шатанама-стотра (Тантра-сара) 20. Калабхайрава-стотра 21. Калабхайрава-стотра (Шанкара) 22. Лакшми-стотра (Тантра-сара) 23. Маникарника-стотра (Шанкара) 24. Махадеви-стотра (Чанди-махатмья) 25. Махалакшми-стотра Индры 26. Махиша-мардини-стотра (Тантра-сара) 27. Нармана-стотра (Шанкара) 28. Сарасвати-стотра (Тантра-сара) 29. Сарвавишваджанани-стотра (Девибхагавата-пурана) 30. Тара-аштака (Нила-тантра) 31. Трипурасундари-стотра (Шанкара) 32. Трипута-стотра (Тантра-сара) 33. Чандика-стотра (Чанди-махатмья) 34. Ямуна-аштака (Шанкара) |

### На английском языке
- Bharati Shakti: Essays and Addresses on Indian Culture
- Greatness of Shiva. Mahimnastava of Pushpadanta. Text, translation and commentary. — London: Luzak & Co. (Madras: Ganesh & Co, 1952 (2 ed.))
- Hymn to Kali (Karpuradi Stotra). Text, translation and commentary. — Madras: Ganesh & Co, 1953 (2 ed.)
- Hymns to the Goddess. From Tantras and Stotras of Shankaracharya. — London: Luzak & Co, 1913 (Madras: Ganesh &Co, 1953. (2 ed.))
- India: Culture and Society
- Introduction to Tantra Shastra. Madras: Ganesh & Co, 1956 (3 ed.), 152 p. (Первая часть книги «The Great Liberation») ISBN 8185988110.
- Is India Civilized? Essays on Indian Culture
- Isopanoshad. With a new commentary by Kaulacharya Satyananda. Text, translation and commentary. — Madras: Ganesh & Co, (2 ed.), 1953 — 64 p. + 28p.
- Kamakalavilasa. Text, translation and commentary. — Madras: Ganesh & Co, 1953 (2 ed.)
- Kulachudamani Nigama. Text and Introduction by A. K. Maitra. 1956. — (2 ed.).
- Mahamaya. The World As Power: Consciousness. 1922. (1957 — 2 ed.) — 350 p.p.
- Origin of the Vajrayana Devatas. — London: Luzak & Co, 1917.
- Principles of Tantra. Tantra Tattva. London: Luzak & Co, 1914—1916; Madras: Ganesh & Co, 1952 (2 ed.) 1200 p.p. ISBN 8185988145.
- Quelques concepts Foundamentaux des Hindous. — London: Luzak & Co, 1918.
- Shakti and Shakta. Essays and Adresses on the Tantra Shastra. Madras: Ganesh & Co, 1917 (1951, 4 ed.) 750 p.p. ISBN 818598803X.
- Studies in Mantra Shastra. — London: Luzak & Co, 1917. Эта же книга потом издана, исправленная и дополненная, под названием «Garland of Letters. Varnamala. Studies in Mantra Shastra». With an introduction of T. M. P. Mahadevan. — Madras: Ganesh & Co, 1951 (2 ed.).
- Tantraraja Tantra. A short analysis. With a preface of Yogi Shuddhananda Bharati — Madras: Ganesh &Co, 1954 (2 ed) XIX + 117 p.p.
- The Garland of Letters (Varnamala). Studies in the Mantra-Śāstra. ISBN 8185988129.
- The Great Liberation. Mahanirvana Tantra. London: Luzak & Co, 1913, 359 p. (Madras, 1929) , ISBN 0-89744-023-4 (1913).
- The Serpent Power. London: Luzak & Co, 1919, (All India Press, Pondicherry, 1989 (14 ed.) — 500 p. ISBN 8185988056.
- The World As Power. Reality, Life, Mind, Matter, Causality and Continuity. 1957. 2 ed. 414 p.p. ISBN 1-4067-7706-4.
- Wave of Bliss. Anandalahari. Text, translation and commentary. — London: Luzak & Co, 1916 (Madras: Ganesh & Co, 1953 (4 ed.))

### На русском языке
- Камакалавиласа-тантра
- Маханирвана-тантра
- Шат-чакра-нирупана
- Гирлянда букв: Речь, созидающая вселенную.
- Змеиная Сила